# Aline de Lima

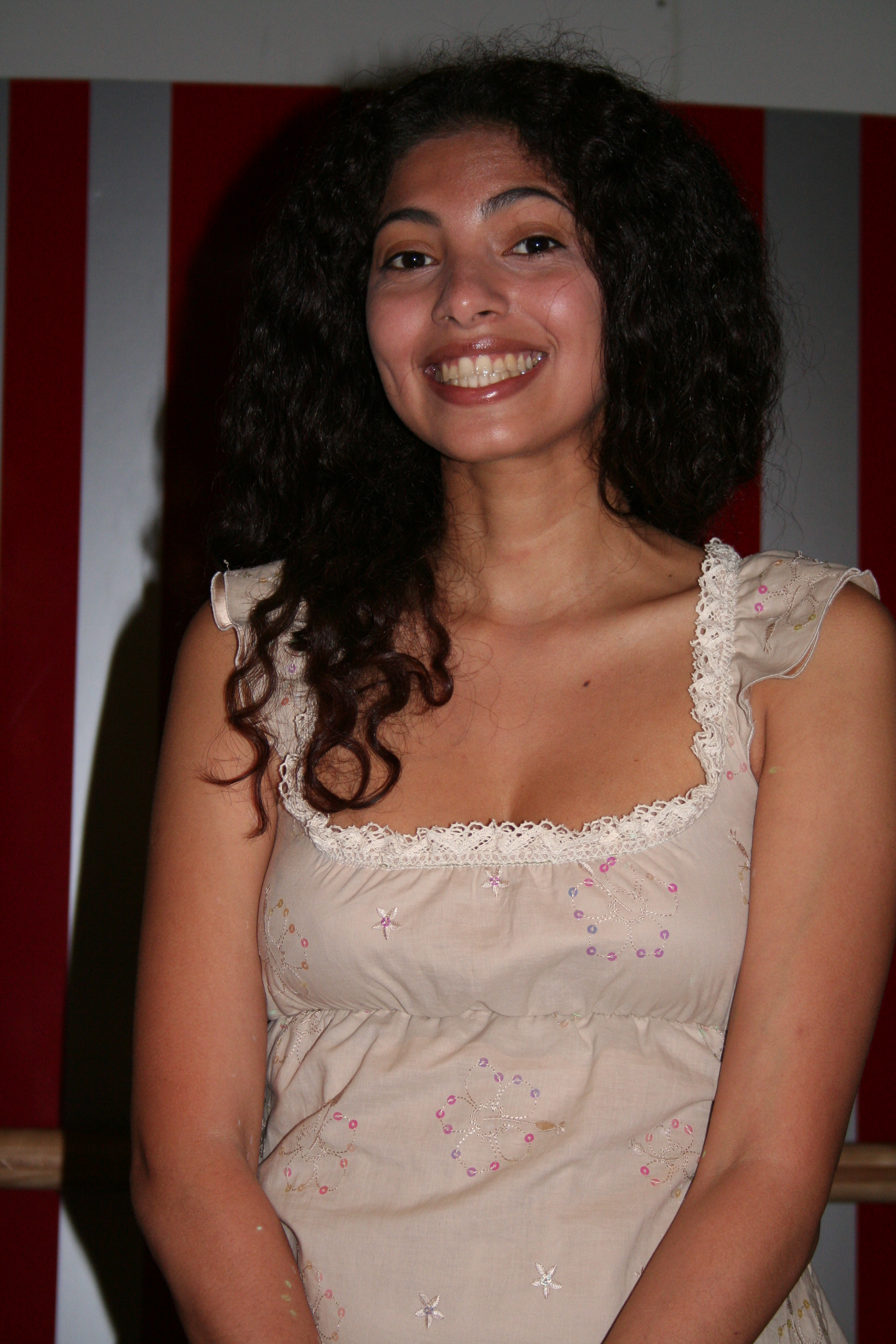
Aline de Lima (2006)

Aline de Lima (* 23. Oktober 1978 in Caxias, Maranhão) ist eine brasilianische Sängerin, Gitarristin, Texterin, Komponistin und Produzentin.

## Leben
Nachdem sie zunächst in Stockholm Kunst und Design studiert hatte, wandte sich Aline de Lima, ermuntert durch den Saxophonisten Frank Chatona, der Musik zu. Ihre erste CD, Arrebol, wurde in New York produziert von Vinicius Cantuária, der als Erneuerer der Bossa Nova gilt. Als Musiker war neben dem Drummer Paulo Braga (der mit Antônio Carlos Jobim gespielt hat) auch der Avantgarde-Gitarrist Marc Ribot dabei. Veröffentlicht wurde Arrebol 2006 auf dem französischen Independent-Label Naïve, bei dem auch Cantuária und Carla Bruni verlegt werden. Neben zehn eigenen Liedern von Aline de Lima enthält die CD auch eine Coverversion des französischen Titels „Septembre“ von Barbara.
Sie singt als Gast ein Duett mit dem schwedischen Sänger Johan Christher Schütz auf dessen CD Blissa Nova, veröffentlicht 2007 auf dem schwedischen Plattenlabel Terrinha.
Ihre zweite CD Açaí erscheint am 8. April 2008 in Frankreich. Sie wurde coproduziert von dem japanischen Trompeter, Komponisten und Arrangeur Jun Miyake, der sich mit dem Album Innocent Bossa in the Mirror (2002) sowie durch die Zusammenarbeit mit dem Noice-Gitarristen Arto Lindsay als Kenner der brasilianischen Musik erwiesen hat. Açaí enthält neben Titeln auf Portugiesisch auch einen Song in französischer Sprache – Marin-Pêcheur (Fisherman), Text von Aline de Lima – und einen auf Schwedisch – Som Om Ingenting Har Hänt, Text und Musik von Johan Christher Schütz.
2011 veröffentlicht Aline de Lima ihr drittes Album Maritima, das sie auf ihrem eigenen Label Arrebol Music selbst aufgenommen, arrangiert und produziert hat. Nur mit einem Laptop, einigen Mikrofonen und einer Mini M-Box nahm sie mit insgesamt 14 Musikern zwischen Rio de Janeiro, São Luís und Paris die dreizehn Lieder des Albums auf. Maritima enthält mit „Um Mar de Mar“ ein Cover des kapverdischen Künstlers und derzeitigen Kulturministers Mário Lúcio, mit dem de Lima auch das Lied „Lua de Janeiro“ gemeinsam geschrieben hat. Mit dem ebenfalls in Paris lebenden brasilianischen Sänger und Gitarristen Marcio Faraco komponierte sie den Song „Madrugada“ und es gibt in „Flor de Brasilia“ ein schönes Duett mit der Sängerin Flavia Bittencourt aus de Limas Heimatbundesland Maranhão.
Nachdem sie zwei Jahre in Stockholm gelebt hat, ist Aline de Lima seit 2000 in Paris ansässig und jetzt unter dem Künstlernamen „Alliye“ tätig.

## Diskografie
- Arrebol (2006)
- Açaí (2008)
- Maritima (2011)